# Cacia coomani
Cacia coomani là một loài bọ cánh cứng trong họ Cerambycidae.